# Сергеево (Кардымовский район)
Сергеево — упразднённая деревня в Кардымовском районе Смоленской области России. Входила в состав Каменского сельского поселения. По состоянию на 2007 год постоянного населения не имела.
Располагалась в центральной части области в 19 км к северо-западу от Кардымова, в 5 км севернее автодороги М1 «Беларусь». В 18 км восточнее деревни расположена железнодорожная станция Присельская на линии Москва — Минск.

## История
В годы Великой Отечественной войны деревня была оккупирована гитлеровскими войсками в августе 1941 года, освобождена в сентябре 1943 года.
Упразднена в 2012 году.